# Чесноков Леонід Петрович
Леонід Петрович Чесноков (1 жовтня 1928, Рождественська Хава — дата смерті невідома) — український радянський плакатист; член Спілки радянських художників України.

## Біографія
Народився 1 жовтня 1928 року в селі Рождественській Хаві (нині Новоусманський район Воронезької області, Росія). 1956 року закінчив Ташкентське художнє училище імені Павла Бенькова (вчитель з фаху — Саїдов).
Мешкав у Рівному в будинку на вулиці Московській, № 50, квартира № 25.

## Творчість
Працював у галузі плаката. Створив агітплакати:
- «Початок і продовження» (1966);
- «Копилка» (1968);
- «Боннські виповзні» (1968);
- «Ліс — наше багатство» (1968).

Брав участь у республіканських виставках з 1962 року.